# Набризк-бетонне кріплення

Кріплення набризк-бетонне — поширений при будуванні тунелів та в гірничорудній промисловості тип кріплення бетонного, яке створюють без використання опалубки, шляхом сухого або мокрого набризку цементної суміші під дією стисненого повітря. Суміш включає цемент, пісок, гравій (щебінь) та прискорювачі тужавлення. Товщина К. н-б. може бути від 5 до 20 см. Переваги К. н-б.: повна механізація процесів кріплення, високий ступінь водо- та газонепроникності, ефективна комбінація з іншими типами кріплення. Недоліки спорудження: висока запиленість виробки, значні втрати матеріалу за рахунок «відскоку» (до 30 %).